# Thiaucourt-Regniéville
Thiaucourt-Regniéville és un municipi francès situat al departament de Meurthe i Mosel·la i a la regió del Gran Est. L'any 2007 tenia 1.183 habitants.

## Demografia

### Població
El 2007 la població de fet de Thiaucourt-Regniéville era de 1.183 persones. Hi havia 404 famílies, de les quals 104 eren unipersonals (48 homes vivint sols i 56 dones vivint soles), 132 parelles sense fills, 124 parelles amb fills i 44 famílies monoparentals amb fills.
La població ha evolucionat segons el següent gràfic:
Habitants censats

### Habitatges
El 2007 hi havia 490 habitatges, 412 eren l'habitatge principal de la família, 16 eren segones residències i 61 estaven desocupats. 336 eren cases i 153 eren apartaments. Dels 412 habitatges principals, 238 estaven ocupats pels seus propietaris, 152 estaven llogats i ocupats pels llogaters i 22 estaven cedits a títol gratuït; 1 tenia una cambra, 18 en tenien dues, 58 en tenien tres, 107 en tenien quatre i 228 en tenien cinc o més. 254 habitatges disposaven pel capbaix d'una plaça de pàrquing. A 214 habitatges hi havia un automòbil i a 149 n'hi havia dos o més.

### Piràmide de població
La piràmide de població per edats i sexe el 2009 era:
| Homes | Edats   | Dones |
| ----- | ------- | ----- |
| 0     | 95 o +  | 16    |
| 4     | 90 a 94 | 28    |
| 16    | 85 a 89 | 32    |
| 4     | 80 a 84 | 0     |
| 12    | 75 a 79 | 28    |
| 8     | 70 a 74 | 12    |
| 32    | 65 a 69 | 44    |
| 20    | 60 a 64 | 24    |
| 20    | 55 a 59 | 20    |
| 20    | 50 a 54 | 20    |
| 48    | 45 a 49 | 56    |
| 44    | 40 a 44 | 36    |
| 40    | 35 a 39 | 24    |
| 12    | 30 a 34 | 48    |
| 32    | 25 a 29 | 20    |
| 40    | 20 a 24 | 20    |
| 12    | 15 a 19 | 40    |
| 36    | 10 a 14 | 28    |
| 40    | 5 a 9   | 40    |
| 32    | 0 a 4   | 12    |

## Economia
El 2007 la població en edat de treballar era de 722 persones, 494 eren actives i 228 eren inactives. De les 494 persones actives 438 estaven ocupades (244 homes i 194 dones) i 56 estaven aturades (21 homes i 35 dones). De les 228 persones inactives 49 estaven jubilades, 52 estaven estudiant i 127 estaven classificades com a «altres inactius».

### Ingressos
El 2009 a Thiaucourt-Regniéville hi havia 431 unitats fiscals que integraven 1.075,5 persones, la mediana anual d'ingressos fiscals per persona era de 16.181 €.

### Activitats econòmiques
Dels 54 establiments que hi havia el 2007, 3 eren d'empreses extractives, 2 d'empreses alimentàries, 1 d'una empresa de fabricació de material elèctric, 3 d'empreses de fabricació d'altres productes industrials, 4 d'empreses de construcció, 10 d'empreses de comerç i reparació d'automòbils, 5 d'empreses de transport, 2 d'empreses d'hostatgeria i restauració, 4 d'empreses financeres, 2 d'empreses immobiliàries, 2 d'empreses de serveis, 13 d'entitats de l'administració pública i 3 d'empreses classificades com a «altres activitats de serveis».
Dels 15 establiments de servei als particulars que hi havia el 2009, 1 era una oficina d'administració d'Hisenda pública, 1 gendarmeria, 1 oficina de correu, 2 oficines bancàries, 1 funerària, 2 tallers de reparació d'automòbils i de material agrícola, 1 guixaire pintor, 1 lampisteria, 1 electricista, 2 empreses de construcció i 2 perruqueries.
Dels 3 establiments comercials que hi havia el 2009, 1 era una gran superfície de material de bricolatge, 1 una botiga de menys de 120 m² i 1 una fleca.
L'any 2000 a Thiaucourt-Regniéville hi havia 6 explotacions agrícoles que ocupaven un total de 465 hectàrees.

## Equipaments sanitaris i escolars
L'únic equipament sanitari que hi havia el 2009 era una farmàcia.
El 2009 hi havia 1 escola maternal i 2 escoles elementals. Thiaucourt-Regniéville disposava d'un col·legi d'educació secundària amb 277 alumnes.

## Poblacions més properes
El següent diagrama mostra les poblacions més properes.